# قله دانته
قله دانته (به انگلیسی: Dante's Peak) فیلمی حماسی و ماجرایی است محصول سال ۱۹۹۷ و به کارگردانی راجر دونالدسون است. در این فیلم بازیگرانی همچون پیرس برازنان، لیندا همیلتون، چارلز هالاهان، الیزابت هافمن، جامی رنه اسمیت، جرمی فولی، گرانت هسلو و تزی ما ایفای نقش کرده‌اند.

## خلاصه داستان
هاری دالتن (برازنان)، زمین‌شناس متخصص آتش‌فشان‌ها، برای تحقیق به شهری نزدیک قلهٔ آتش‌فشان اینک خاموش دانته می‌رود و از نشانه‌هائی در می‌یابد که آتش‌فشان هنوز فعال است. شهردار شهر که مادری مجرد به نام ریچارد واندو (هاملیتن) است، حرف او را می‌پذیرد، اما دیگر مسئولان به‌دلیل توریستی بودن منطقه، حاضر نمی‌شوند مردم را به فرار از شهر وادارند.